# Gelber Pyramidenfalterfisch
Der Gelbe Pyramidenfalterfisch (Hemitaurichthys polylepis) ist ein Vertreter der Falterfische (Chaetodontidae). Er wird 18 Zentimeter lang und hat mit 60 bis 65 Schuppen in Längsrichtung eine, verglichen mit anderen Falterfischen, nur geringe Schuppenzahl.
Flossenformel: Dorsale XII/23–26, Anale III/19–21

## Verbreitung
Er lebt im Pazifik von Südjapan, Indonesien und den Philippinen bis Hawaii. Südlich erstreckt sich sein Lebensraum bis Neukaledonien und Pitcairn. Bei Australien kommt er nur am Great Barrier Reef vor. Im Indischen Ozean lebt er bei der Weihnachtsinsel. Im restlichen Indischen Ozean wird er vom Schwarzen Pyramidenfalterfisch (Hemitaurichthys zoster) ersetzt. Die Verbreitungsgebiete beider Arten überschneiden sich nicht. Gelbe Pyramidenfalterfische bevorzugen steile Hänge an Riffen fern den Küsten. Dort leben sie in Schwärmen in geringen Tiefen von 5 bis 25 Metern und ernähren sich von Zooplankton.